# Клей, Томас
То́мас Клей (нем. Thomas Kläy; род. 28 июня 1961) — швейцарский кёрлингист, первый в составе команды Швейцарии на Олимпийских играх 1992 (где кёрлинг был представлен как демонстрационный вид спорта).

## Достижения
- Зимние Олимпийские игры: золото (1992; демонстрационный вид спорта).
- Чемпионат Швейцарии по кёрлингу среди юниоров: золото (1980, 1981)[2].

## Команды
| Сезон   | Четвёртый  | Третий     | Второй          | Первый      | Запасной     | Турниры                       |
| ------- | ---------- | ---------- | --------------- | ----------- | ------------ | ----------------------------- |
| 1979—80 | Рико Зимен | Томас Клей | Юрг Дик         | Урс Дик     |              | ЧМЮ 1980 (7 место)            |
| 1979—80 | Рико Зимен | Томас Клей | Юрг Дик         | Марио Гросс |              | ЧШЮ 1980                      |
| 1980—81 | Рико Зимен | Томас Клей | Юрг Дик         | Марио Гросс |              | ЧМЮ 1981 (6 место) · ЧШЮ 1981 |
| 1991—92 | Урс Дик    | Юрген Дик  | Роберт Хюрлиман | Томас Клей  | Петер Деппен | ЗОИ 1992 (демо)               |
| 1994—95 | Урс Дик    | Юрген Дик  | Роберт Хюрлиман | Томас Клей  |              |                               |

(скипы выделены полужирным шрифтом)